# Mijaíl Tánich
Mijaíl Isáievich Tánich (Tanjilévich, Михаил Исаевич Танич, Taganrog, 15 de septiembre de 1923 – 17 de abril de 2008) fue un popular letrista y poeta ruso, condecorado por el Ministerio de Interior Ruso (1997), laureado del concurso jubilar "La Canción del Año" dedicado al 25.º aniversario de ese programa de televisión, laureado de casi todos los festivales anuales "La Canción del Año" y laureado del Premio Nacional de Música "Ovación" (1997).

## Biografía
Mijaíl Isáievich Tanjilévich nació en el seno de una familia judía. Se graduó en la Facultad de Ingeniería Civil de Rostov (Rostov-on-Don, Rusia). Estuvo en el ejército durante la Segunda Guerra Mundial, participó en la Batalla de Berlín y fue galardonado con una Orden de la Gloria de tercer grado. En 1947 fue arrestado por acusaciones falsas y pasó un tiempo en prisión hasta 1953.
Después de la guerra, Tánich vivió en Moscú y trabajó en la radio y en la prensa. Su primer libro de poemas recopilados se publicó en 1959. Luego escribió un total de quince libros.
A principios de los 60, escribió la canción "The Textile Town", escrita en colaboración con el compositor soviético Yan Frenkel, que se convirtió en un éxito. Fue cantada por varios cantantes populares, incluidos Raisa Nemetova y Maya Kristalinskaya.
También ha sido coautor de muchos compositores soviéticos como Yuri Saulsky, Arkady Ostrovsky, Vadim Gamaliya, Oscar Feltsman, Nikita Bogoslovsky, Vladimir Shainsky. Otros compositores con los que Tánich ha trabajado incluyen Igor Nikolayev, Arkady Ukupnik y Vyacheslav Malezhik.
Along with Sergey Korzhukov who died in 1994, Mijaíl Tánich cofounded the group Lesopoval.
Estuvo casado con la también letrista Lydia Kozlova, con la que tuvo dos hijas Inga Kozlova y Svetlana Kozlova,

## Premios y reconocimientos
- Laureado del Premio del Ministerio del Interior (1997)
- Laureado con el Premio Nacional de Música Ovación (1997)
- Orden de la Estrella Roja
- Orden de Honor (1998)[2]
- Orden de la Guerra Patria (1985)
- Orden de la Gloria (1945)
- Artista del Pueblo de la Federación Rusa (2003)[3]